# David Finkelstein
David Ritz Finkelstein (19 juillet 1929 - 24 janvier 2016) est professeur émérite de physique au Georgia Institute of Technology,.

## Biographie
Né à New York, Finkelstein obtient son doctorat en physique au Massachusetts Institute of Technology en 1953 et enseigne à l'Institut de technologie Stevens jusqu'en 1960, tandis qu'il obtient également une bourse de la Fondation Ford à l'Organisation européenne pour la recherche nucléaire de 1959 à 1960. De 1964 à 1976, il est professeur de physique à l'Université Yeshiva. Il devient membre de la faculté de Georgia Tech en 1980.
David Finkelstein est le premier, en 1958, à identifier la solution de Schwarzschild des équations du champ d'Einstein comme correspondant à une région de l'espace d'où rien ne s'échappe,. En 1959, Finkelstein et Charles W. Misner découvrent le coude gravitationnel, un défaut topologique de la métrique gravitationnelle, dont la théorie quantique pourrait présenter un spin 1/2. Le pli le plus simple présente un horizon des événements facilement compréhensible qui l'amène à reconnaître celui de la métrique de Schwarzschild et à éliminer sa singularité coordonnée. En substance, Finkelstein détermine que tout ce qui tombe au-delà du rayon de Schwarzschild dans un trou noir ne peut pas y échapper ; la membrane est unidirectionnelle. Ce travail important influence les décisions de Roger Penrose et John Archibald Wheeler d'accepter l'existence physique des horizons d'événements et des trous noirs.
La plupart des travaux de Finkelstein sont orientés vers une théorie quantique de la structure de l'espace-temps. Il a très tôt accepté la conclusion de John von Neumann selon laquelle les anomalies de mesure mécanique quantique sont des anomalies de la logique des systèmes mécaniques quantiques. Par conséquent, il forme des analogues quantiques de la théorie des ensembles, le langage standard pour les structures d'espace-temps classiques, et propose que l'espace-temps est un ensemble quantique de quanta d'espace-temps appelés "chronons", une forme d'ordinateur quantique avec des spins pour les bits quantiques, comme une version quantique de l'automate cellulaire de von Neumann. Ses premiers espaces-temps quantiques se révélant non physiques, il étudie plus tard les chronons avec une forme régularisée de statistiques de Bose-Einstein due à Tchavdar D. Palev.
Il enquête sur la Foudre en boule avec Julio Rubinstein  et James R. Powell,. Ils concluent que la foudre en boule est très probablement un feu de Saint-Elme errant, un soliton à basse température dans le flux de courant électrique atmosphérique.
Il propose également une interprétation approfondie de la gravure Melencolia I d'Albrecht Dürer.
Finkelstein est décédé d'une fibrose pulmonaire idiopathique à Atlanta le 24 janvier 2016, à l'âge de 86 ans,,,.
Influencé par ses discussions sur la philosophie bouddhiste lors des dialogues Mind and Life, Finkelstein développe une théorie philosophique de la «relativité universelle» qui, selon lui, pourrait aider à faire progresser la physique.

## Livres
- David Ritz Finkelstein : Quantum relativity: a synthesis of the ideas of Einstein and Heisenberg, Springer, 1996 ; 2012 pbk réimpression de 1996 1ère édition (ISBN 978-3-642-64612-6)
- David Ritz Finkelstein, Josef-Maria Jauch : Notes on quaternion quantum mechanics, CERN, 1959
- Charles Maisonnier, David Ritz Finkelstein : Beam intensity limitation in neutralized space charge betatrons, CERN, 1959
- David Ritz Finkelstein : Non-linear meson theory of nuclear forces, Massachusetts Institute of Technology, Département de physique, 1952